# Ekotop
Ekotóp je najmanjša biološko razločljiva sestavina pokrajine oziroma biosfere. Primeri ekotopov so: posamezna mlaka, mokrišče, jasa, gozdni sestav.